# Bucle de masa
Un bucle de masa o lazo de tierra (en inglés, ground loop) es una corriente no deseada que circula a través de un conductor que une dos puntos, que en teoría tendrían que estar al mismo potencial pero que en realidad no lo están. Es una causa frecuente de ruido o interferencia en sistemas de audio o de video. También puede provocar choques eléctricos si algún componente de un equipo, accesible al usuario, resulta no estar al potencial de tierra.
- Datos: Q992463